# Cuisine des fleurs
Pour les articles homonymes, voir Cuisine et Fleur (homonymie).
La cuisine des fleurs est une forme d'art culinaire-gastronomique, qui intègre les fleurs comestibles fraîches ou séchées, pour la saveur et l'esthétique d'une préparation culinaire.

## Description
La cuisine des fleurs remonte probablement aux origines de l'histoire de l'art culinaire avec les cueillettes des plantes des chasseurs-cueilleurs de la Préhistoire, avec entre autres les tisanes, les infusions, les thés, les potions, les fermentations, les décoctions, les macérations, les confits de fleurs...
À l'image des plantes et des champignons, les fleurs fraîches ou séchées, cultivées ou sauvages, doivent être impérativement sélectionnées parmi les fleurs comestibles (non toxiques), les plus écologiques possibles, sans herbicide, pesticide, ou insecticide, et exemptes de maladies telle que l'échinococcose entre autres... Elles doivent être utilisées ou cuisinées de façon adaptées...

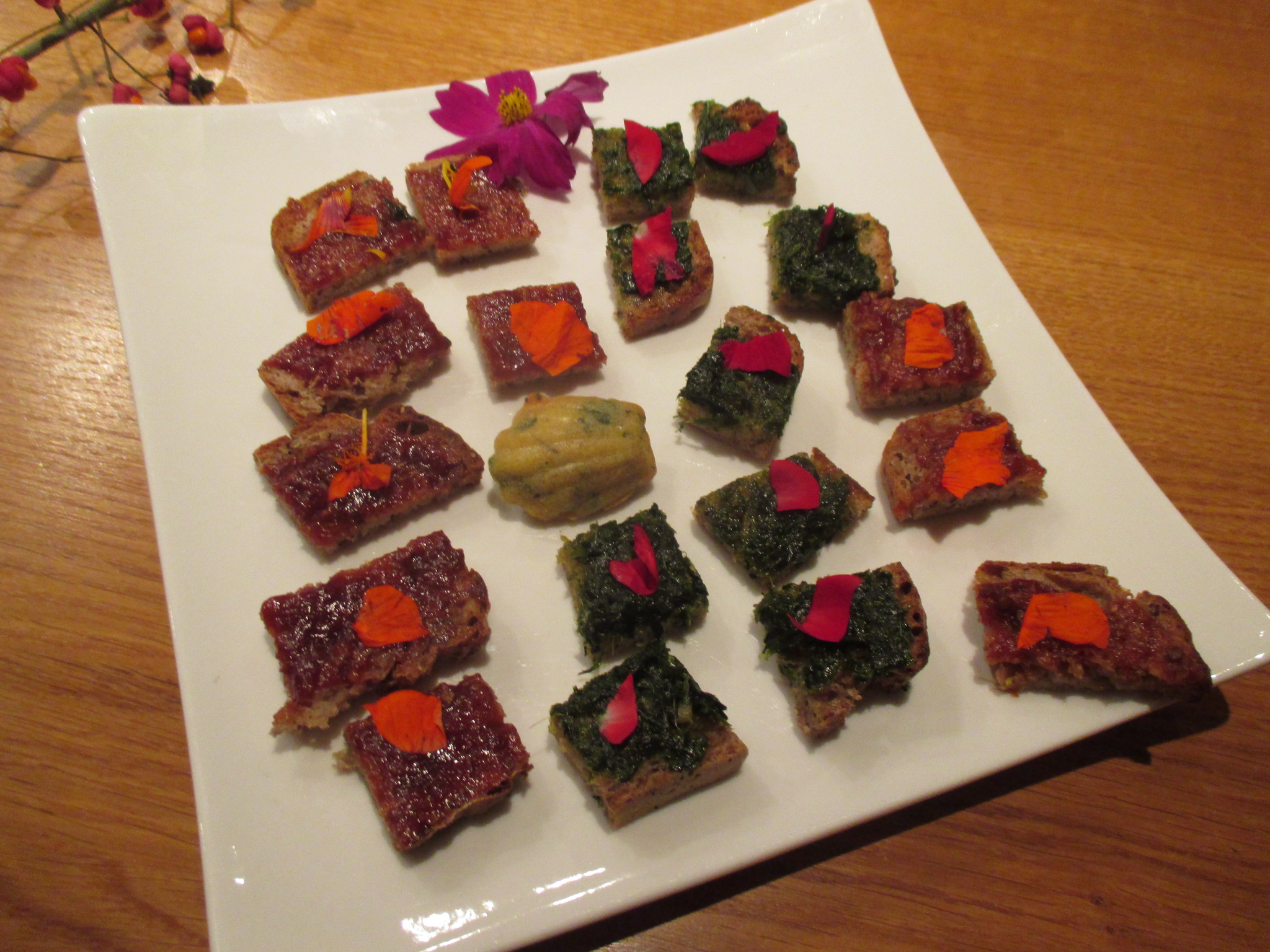
Mise en bouche fleural
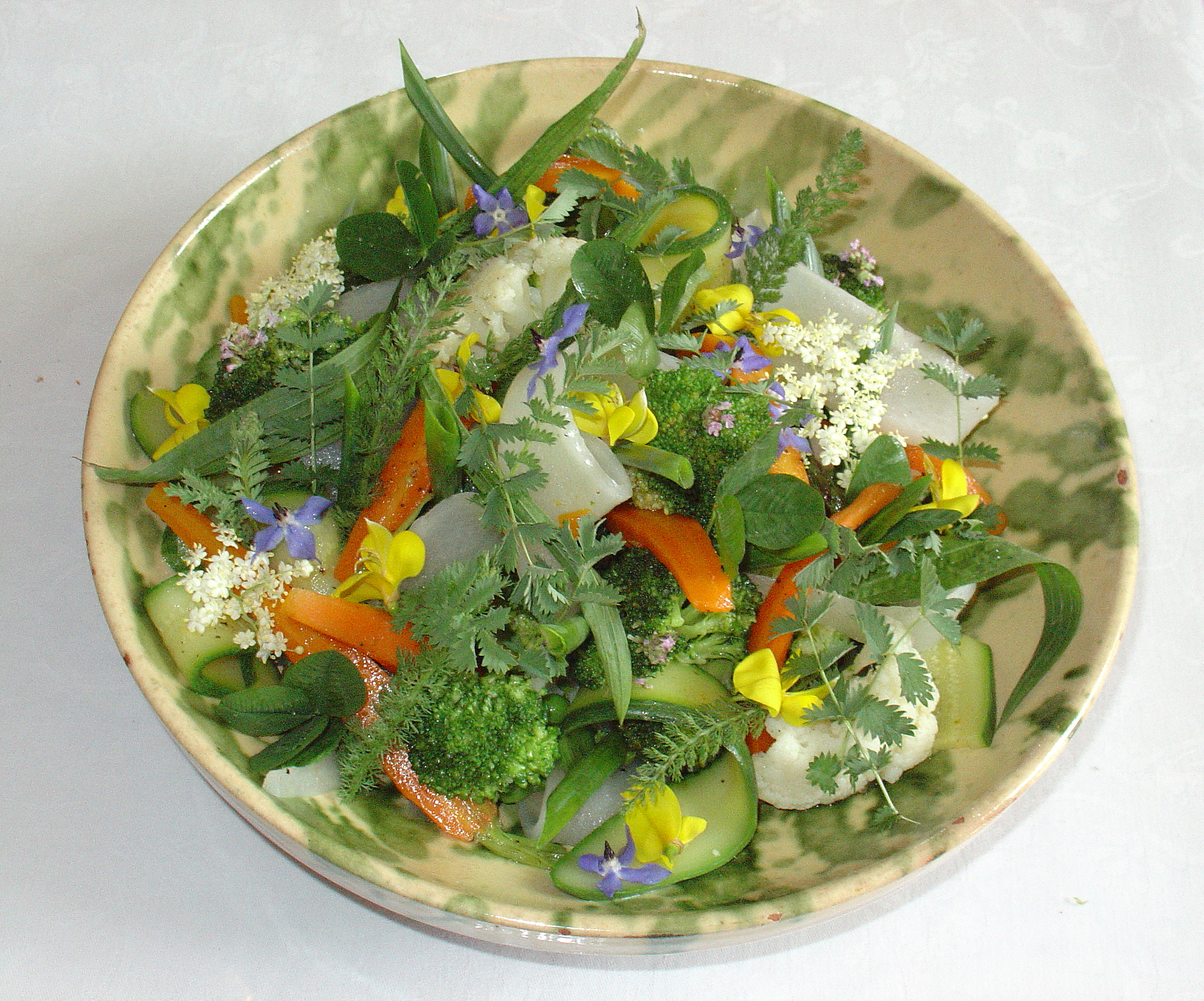
Gargouillou gastronomique de légumes et bourrache officinale, du chef cuisinier Michel Bras
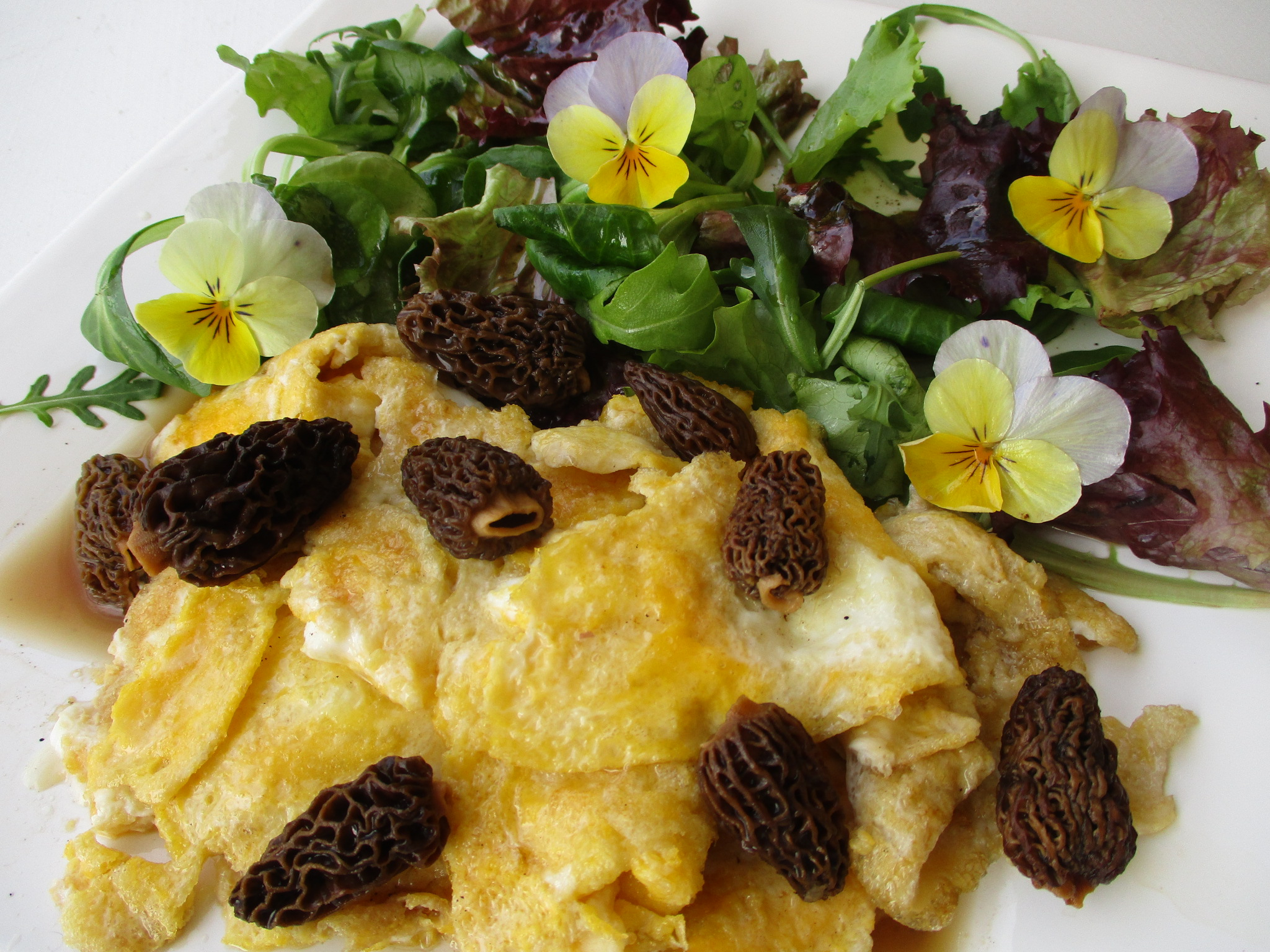
Omelette aux morilles, salade, et pensées
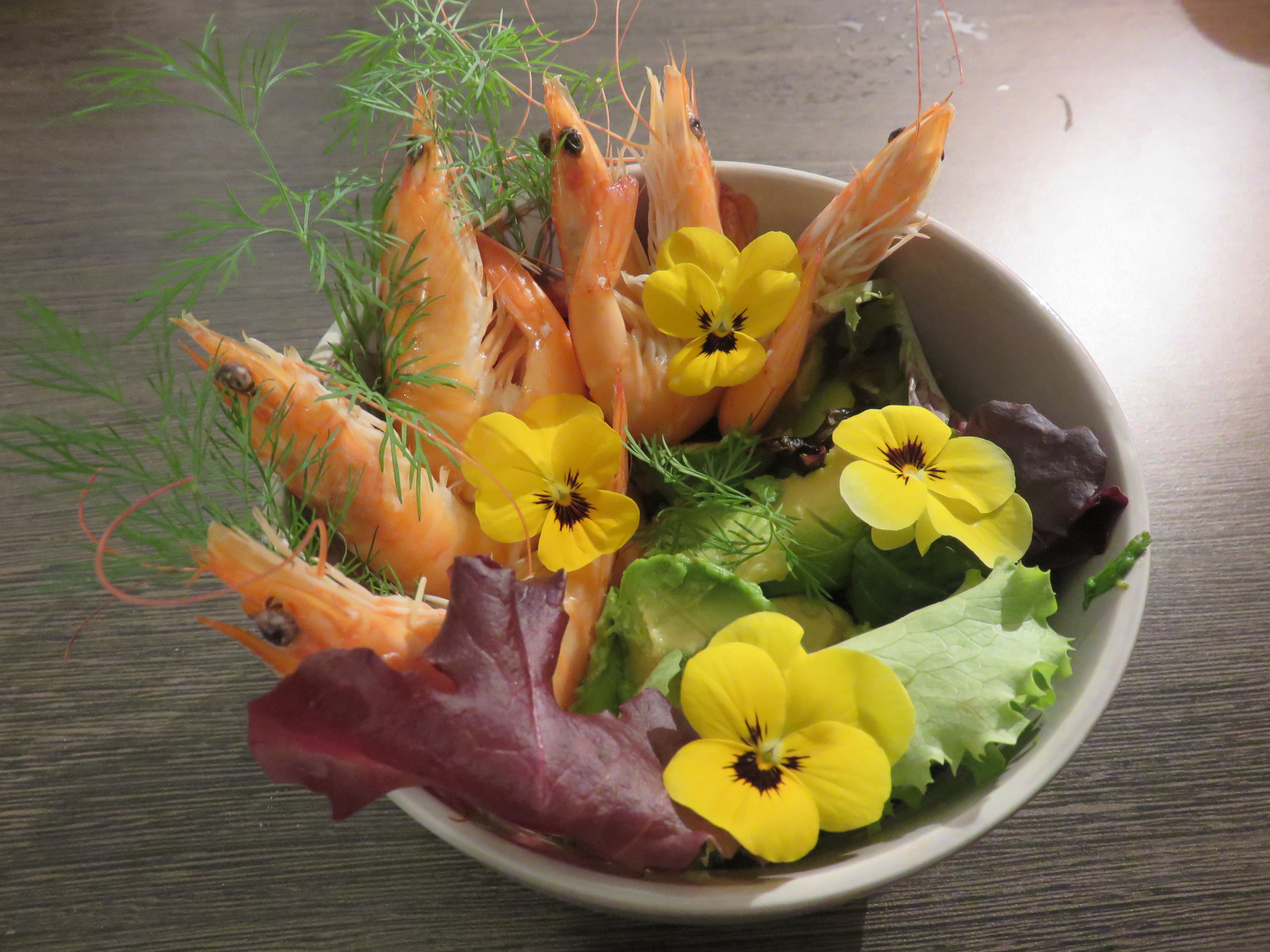
Salade de crevette, avocat, pensée, et aneth
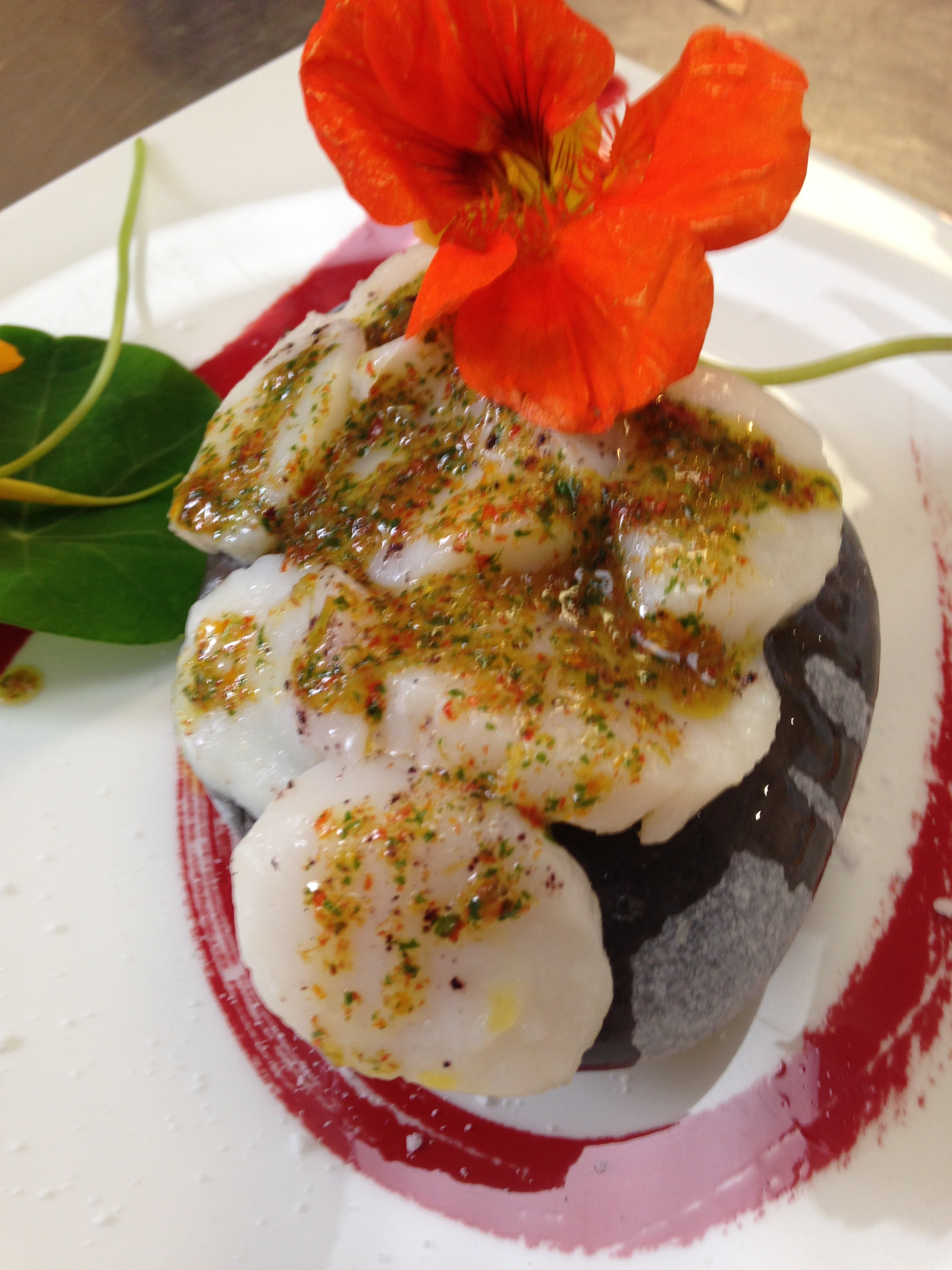
Coquille Saint-Jacques et capucines

Les fleurs présentent peu d’intérêt nutritionnel, et sont particulièrement utilisées en art culinaire, pour l'esthétique, l'originalité, la découverte de saveurs peu répandues, en gastronomie et dans la restauration inventive. Elles sont particulièrement mises en avant par des cuisiniers amateurs de botaniques tels que Marc Veyrat, Michel Bras, François Couplan, Yves Terrillon ...

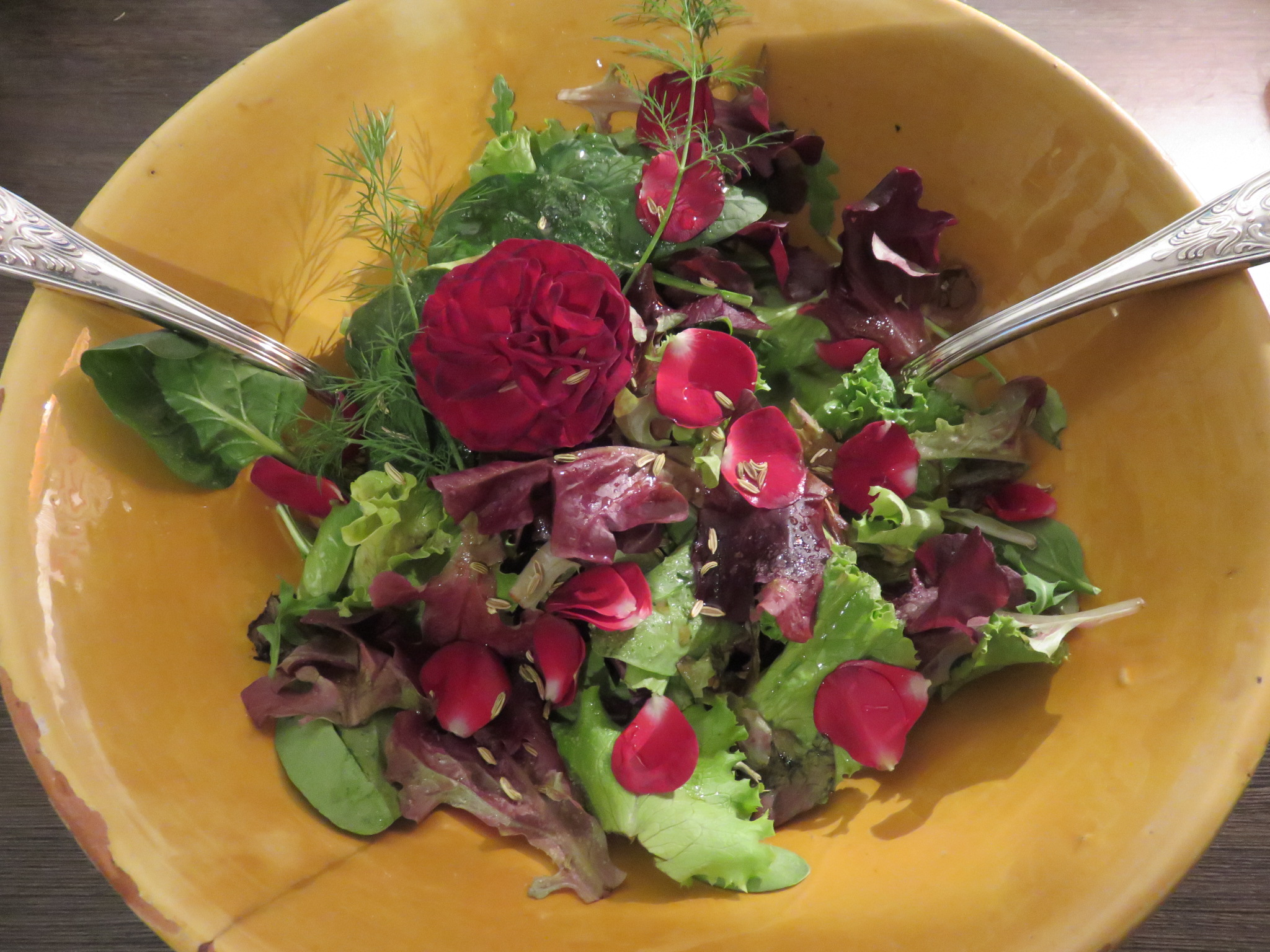
Salade de rose, aneth, et graine de fenouil
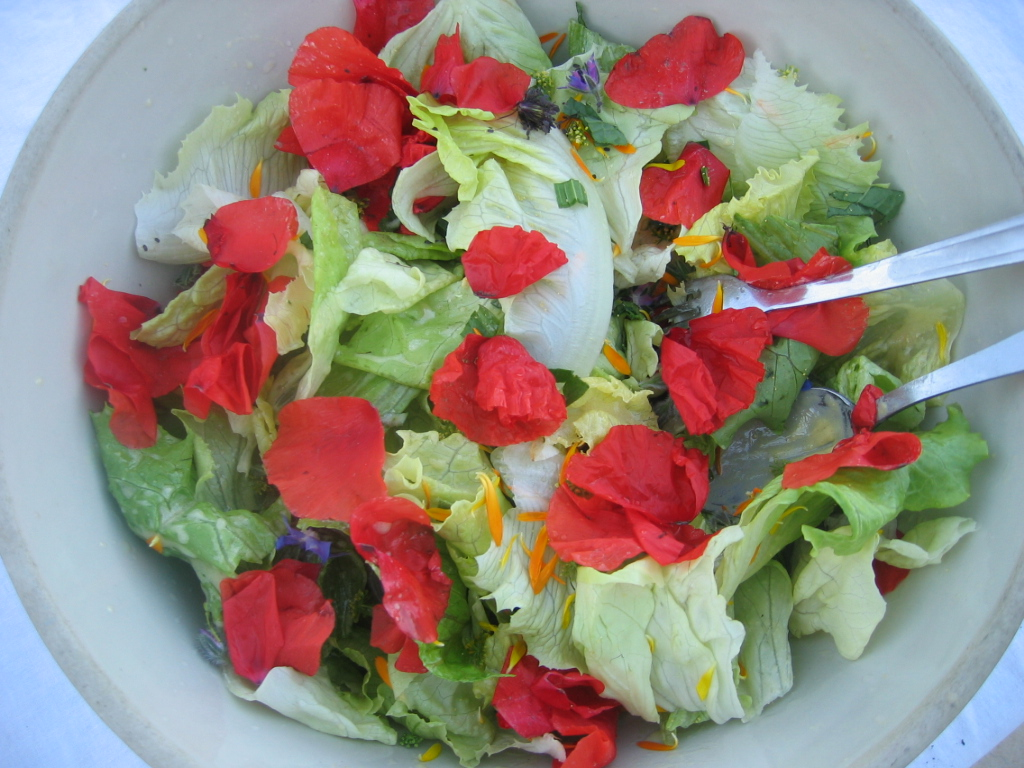
Salade de coquelicot
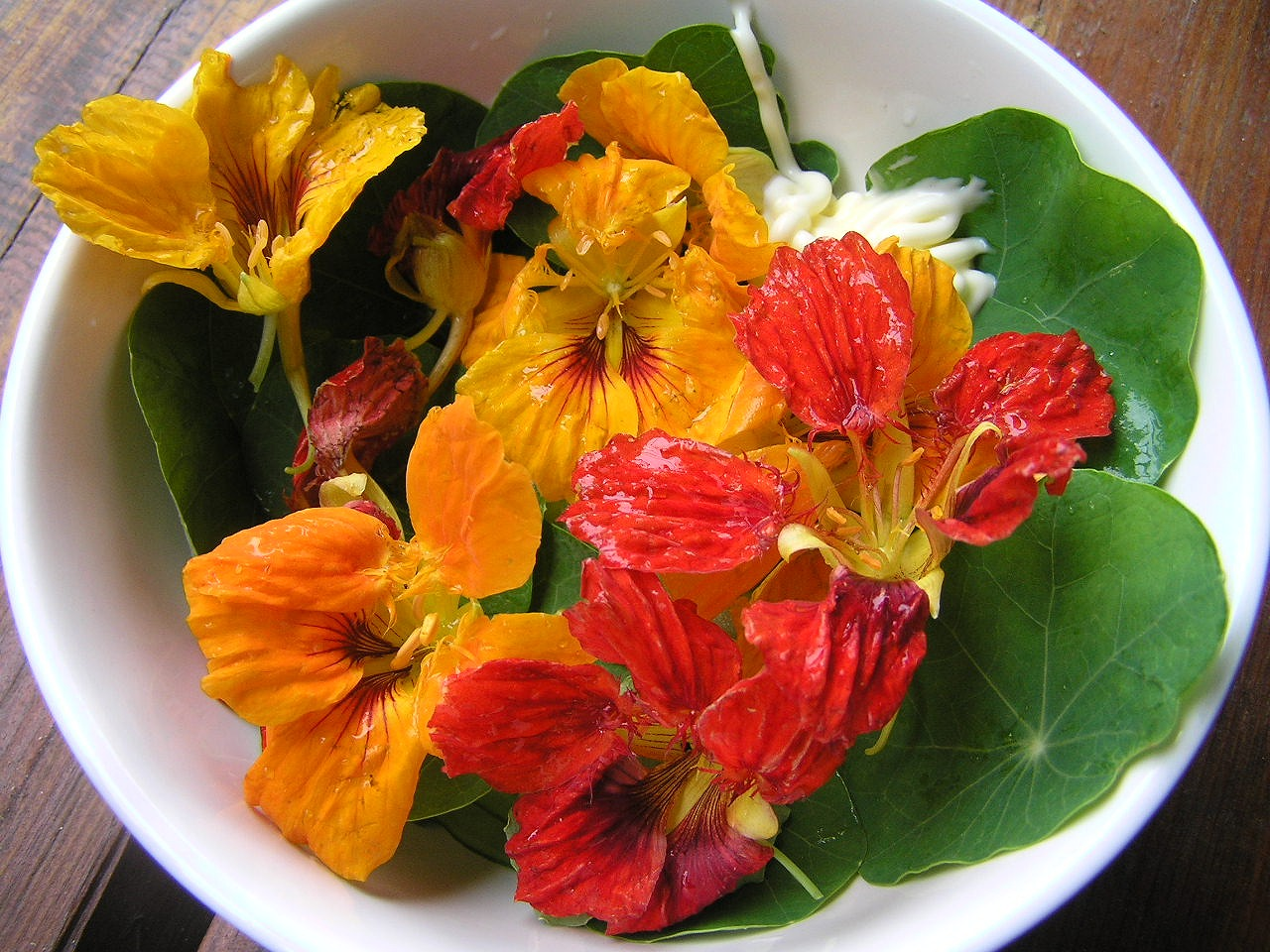
Salade de grande capucine au curry
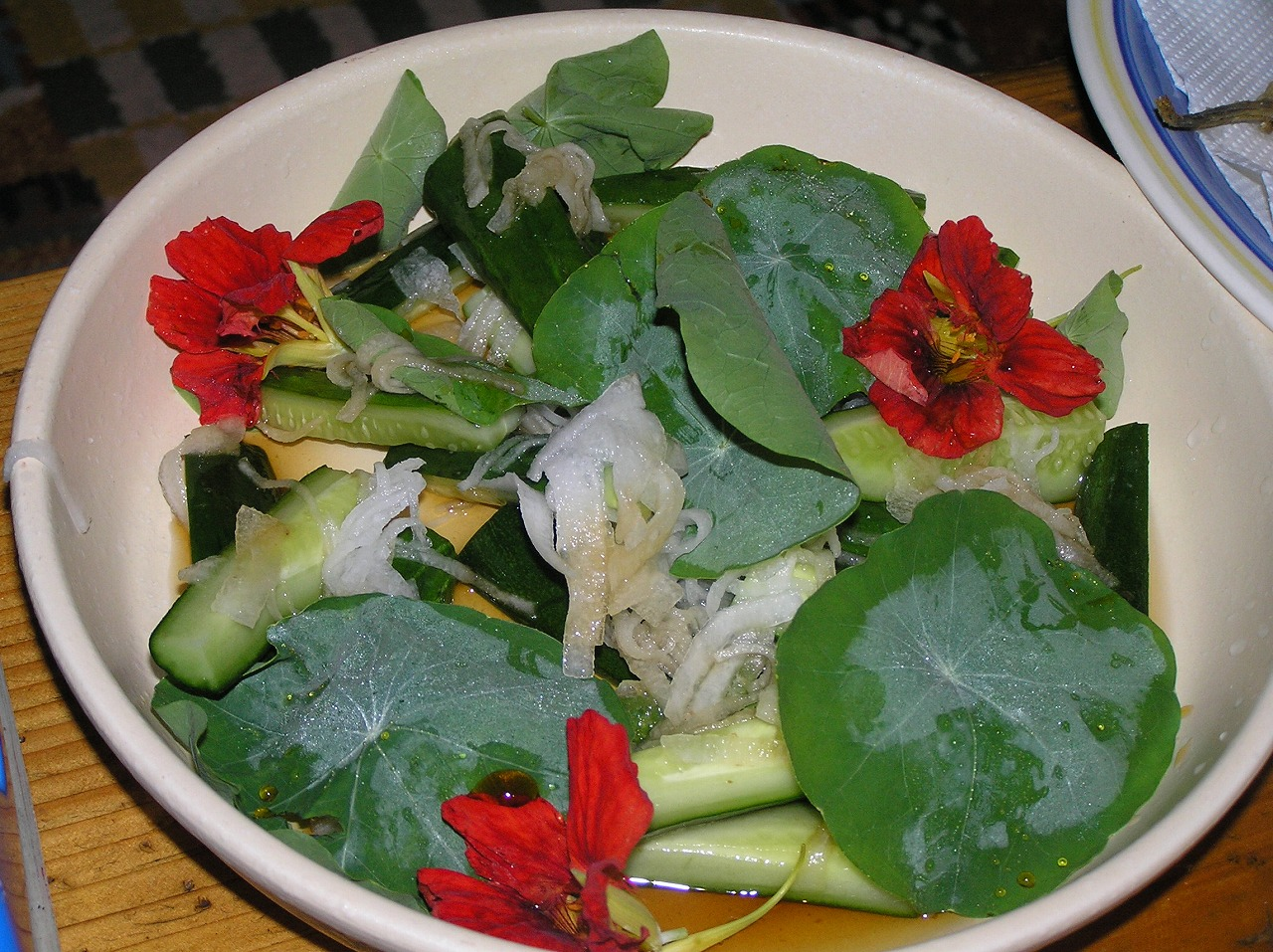
Salade de fleur et de feuille de grande capucine
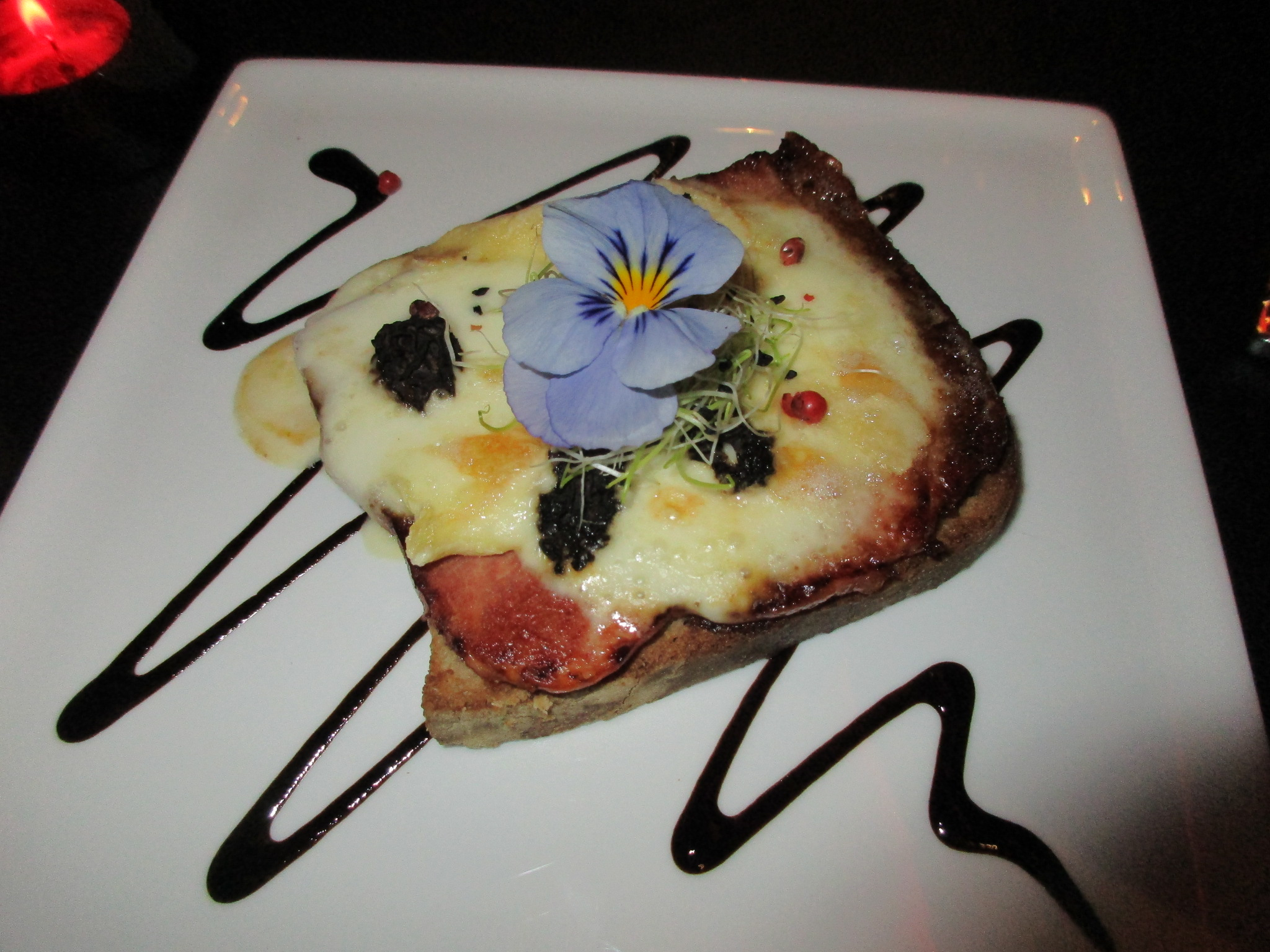
Croque-monsieur, mûres, et violette

### Quelques fleurs comestibles
Anis étoilé, agastache, acacia, ail cultivé, artichaut, ænothère, æillet de poète de poète, bégonia, brocoli, bourrache officinale, chou, clou de girofle, chrysanthème, camélia,cerisier, bleuet, coquelicot, cosmos, cosmos bipinnatus, grande capucine, courgette, courge, citronnier, capucine, ciboulette, dahlia, hémérocalle, hysope, jasmin, luzerne cultivée, lavande, marguerite, moutarde noire, menthe, mélisse officinale, magnolia à grandes fleurs, navet, oranger, origan, pâquerette, pavot, pavot de Californie, petit pois, rose, rose trémière, rose d'Inde, romarin, rave, soucis, souci officinal, sauge, boutons de tournesol, tulipe, taraxacum, tilleul, thym, viola ×wittrockiana, violette / pensée, verveine ...

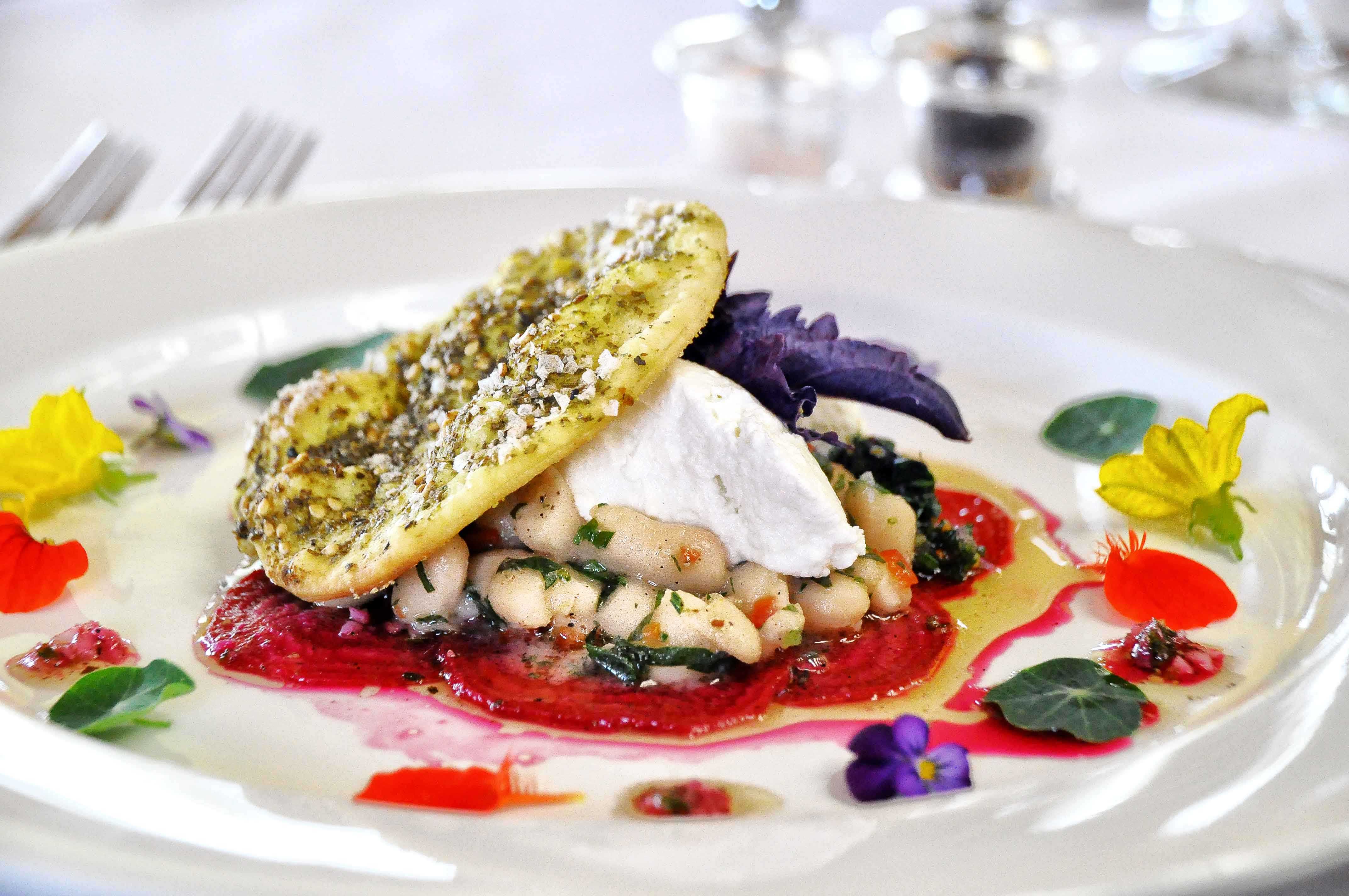
Carpaccio de betterave aux fleurs
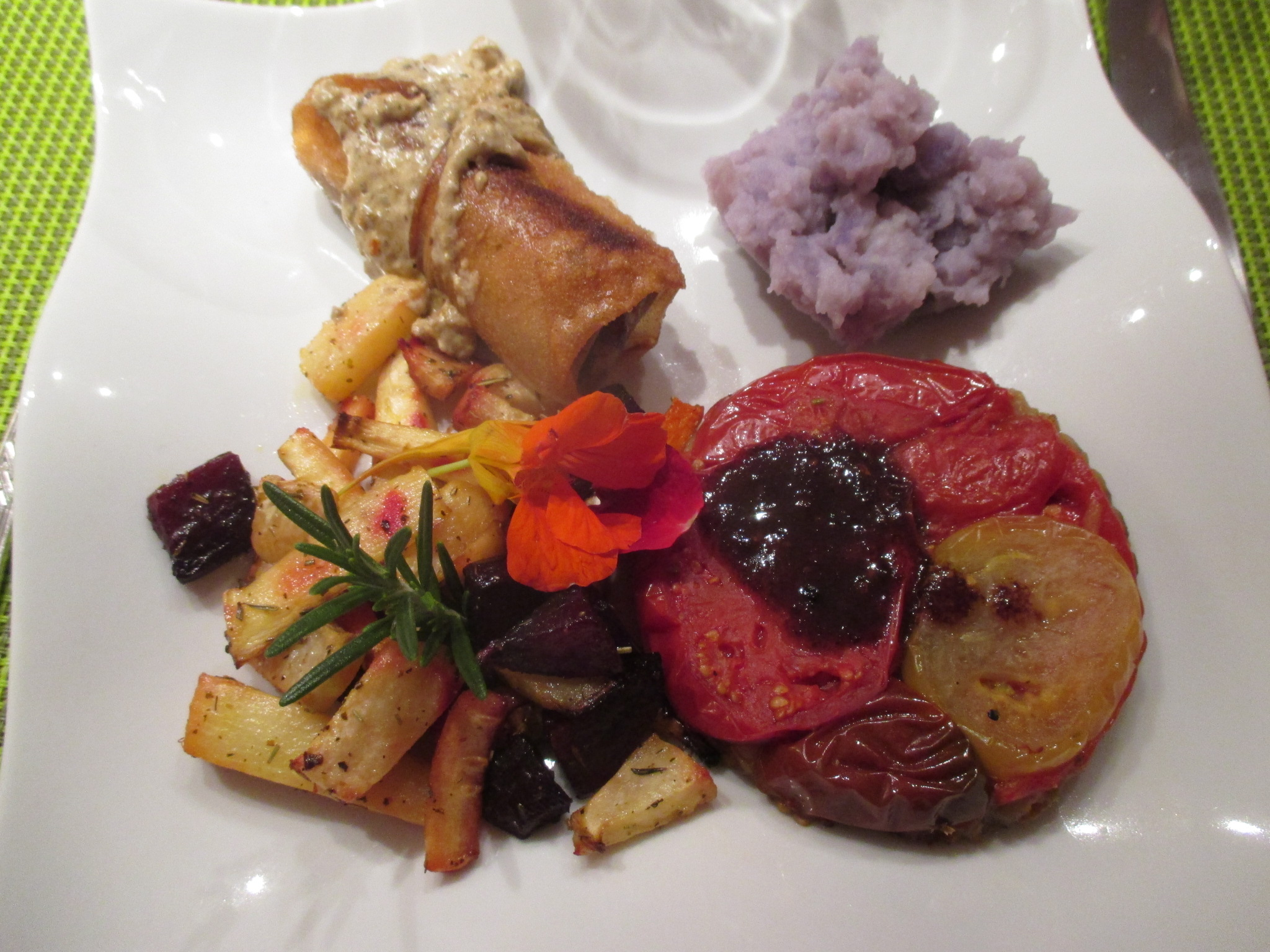
Cuisine végétalienne et capucine
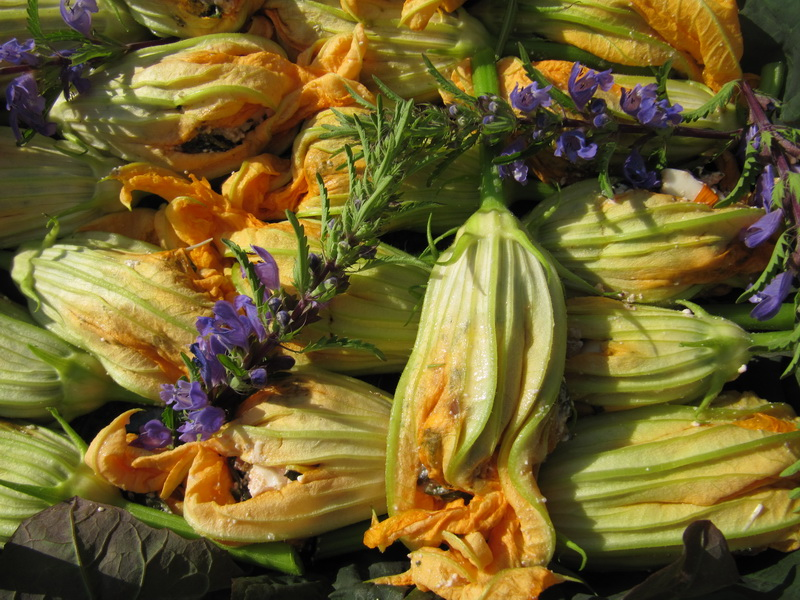
Fleurs de courgette farcies
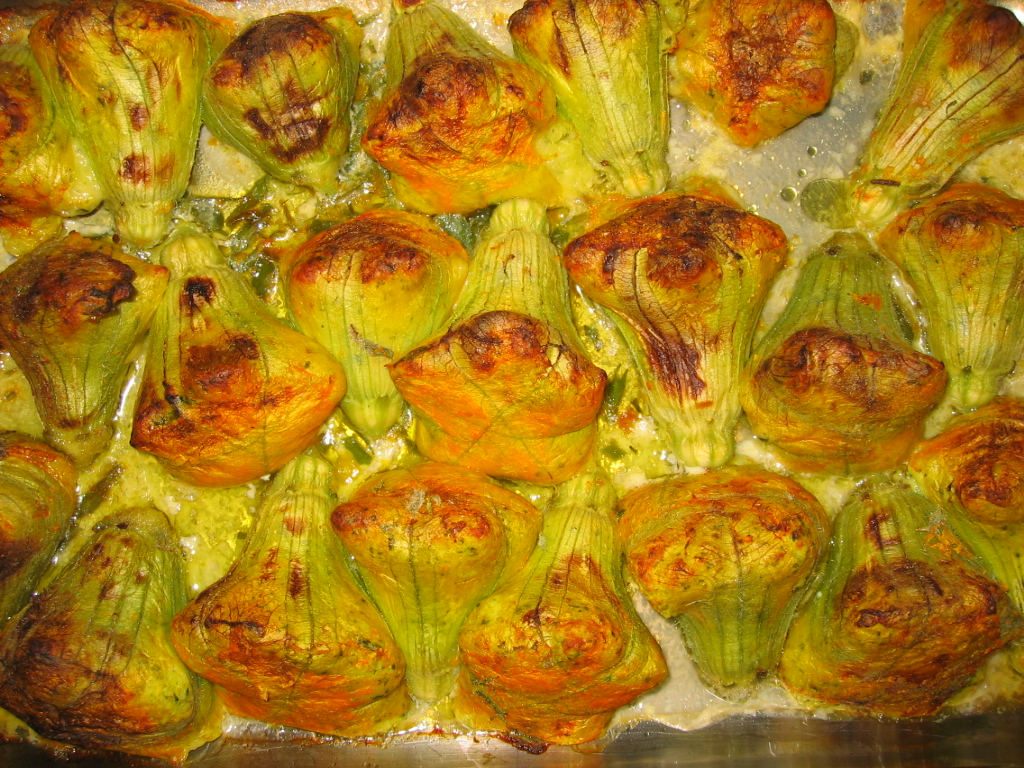
Fleurs de potiron farcies
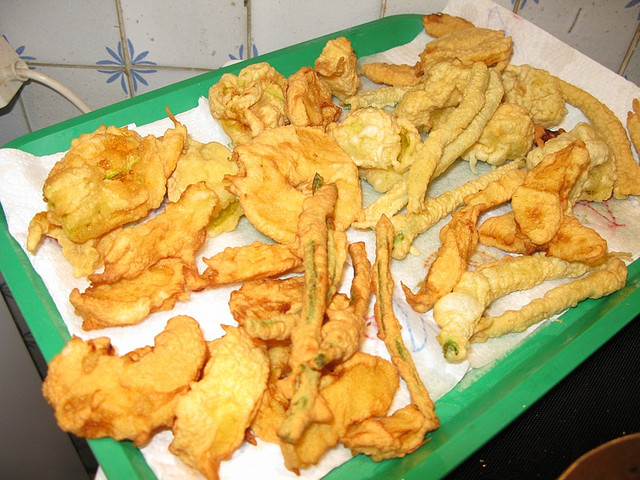
Beignets de fleurs de courgette

### Quelques fleurs toxiques interdites à la consommation
Arnica, arum, chèvrefeuille, colchique, datura, digitale, euphorbe, genêt, glycine, laurier-rose, marronnier d'Inde, muguet, narcisse, rhubarbe...

## Médecine par les fleurs
Certaines fleurs et plantes médicinales de la pharmacopée traditionnelle sont historiquement reconnues pour leurs vertus médicinales sous le nom de simples médecines / plante médicinale.

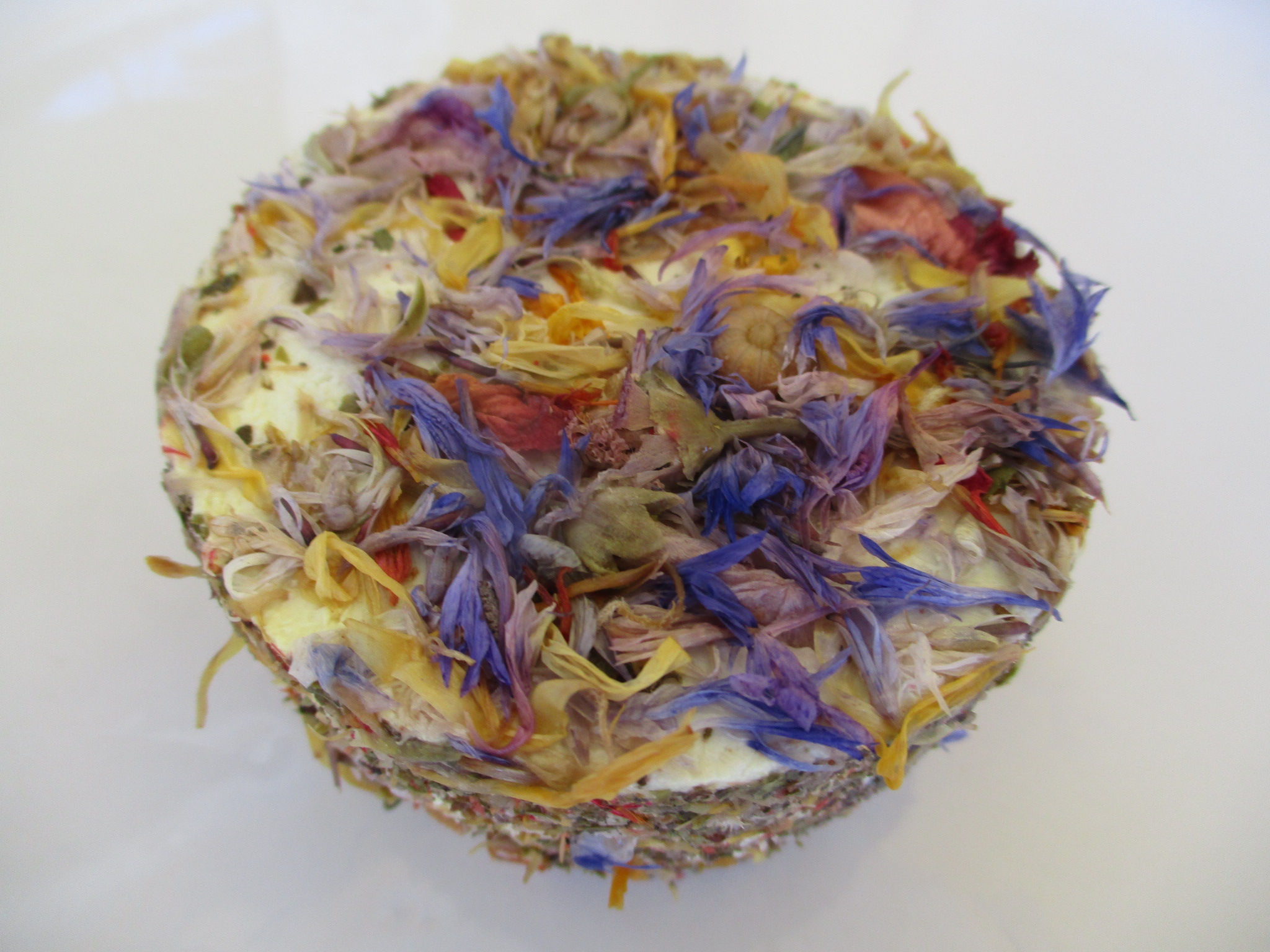
Fromage de chèvre Satonnay aux fleurs séchées, au foin, bleuets, rose, et badiane
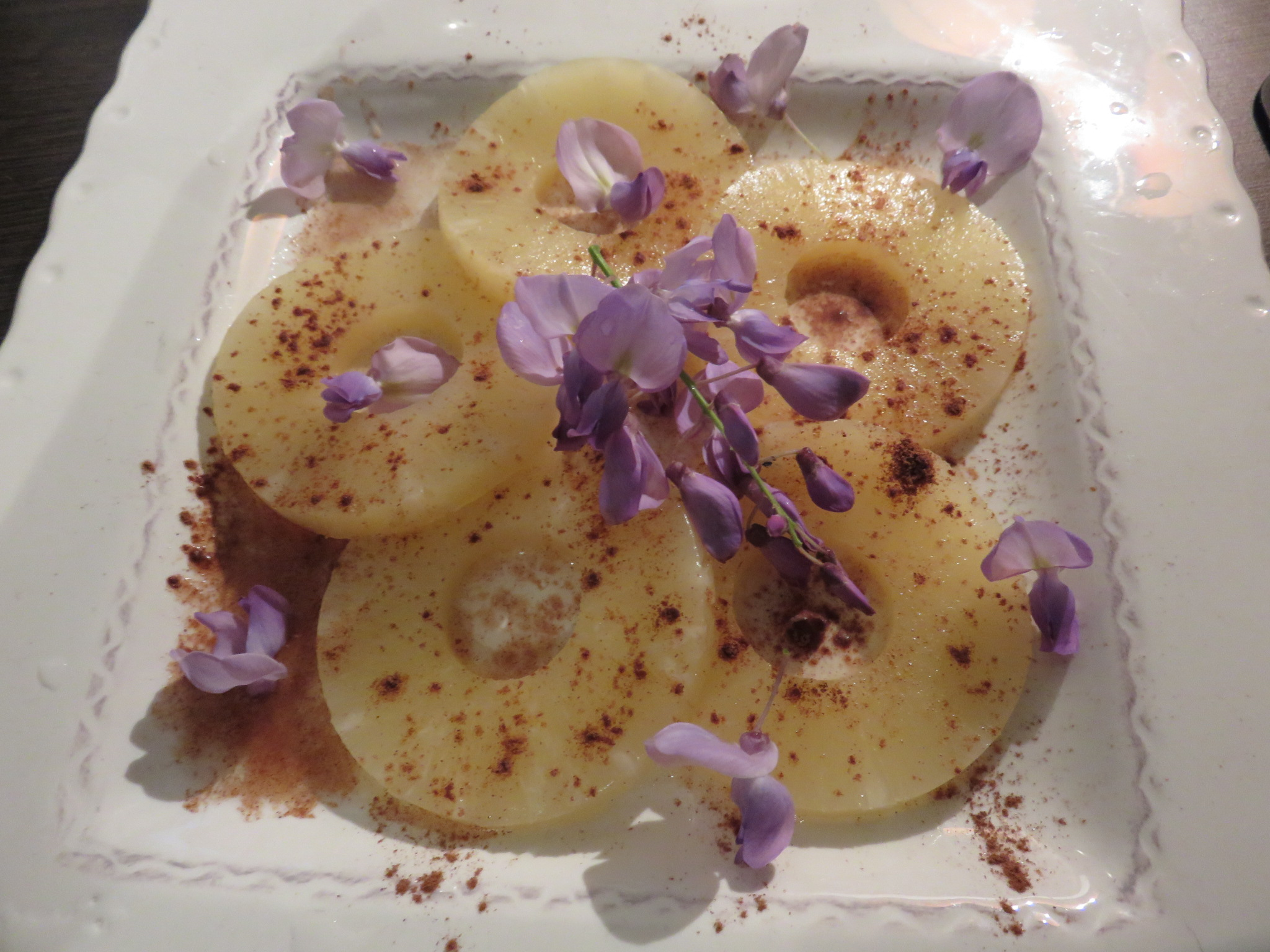
Carpaccio d'Ananas, cannelle, eau de fleur d'oranger, et glycine de chine
Macaron aux pétales de roses
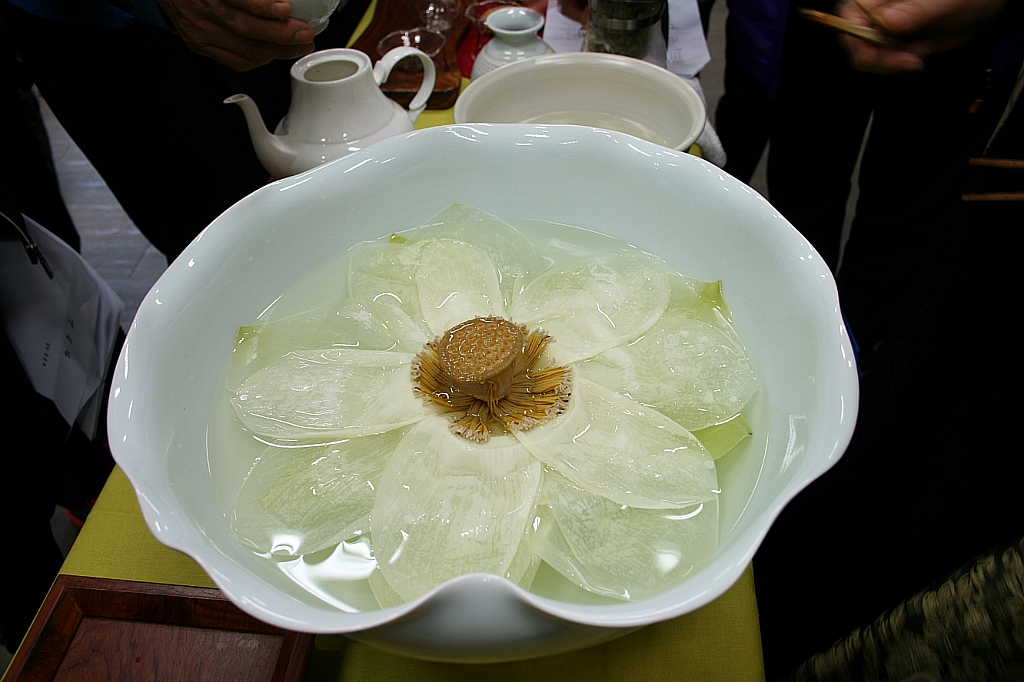
Thé au lotus à la fleur de Lotus